# Mitracarpus floribundus
Mitracarpus floribundus är en måreväxtart som beskrevs av Attila L. Borhidi och Lozada-pérez. Mitracarpus floribundus ingår i släktet Mitracarpus och familjen måreväxter. Inga underarter finns listade i Catalogue of Life.